# Шаманова, Мария Гавриловна

Группа спортсменок, 1928 год. № 48 — М. Г. Шаманова (фото из семейного архива Решетниковых)

Мари́я Гаври́ловна Шама́нова (1 [14] апреля 1908, Москва, Российская империя — 4 июня 1994) — советская легкоатлетка.
Заслуженный мастер спорта СССР (1934, знак № 14). Выступала за Москву — спортивное общество «Медик».
14-кратная чемпионка СССР (1927—1943) в беге на 100 м, эстафете 4×100 м и прыжках в длину. Неоднократная победительница международных рабочих соревнований (1926—1937), в том числе III Летней Рабочей Олимпиады в Антверпене (1937).

## Биография
Родилась в Сокольниках в бедной семье госпитального фельдшера.
Спортом начала заниматься в кружке при клубе «Красный санитар», который находился напротив её дома. В 1924 году на общественных началах тренером секции лёгкой атлетики стал студент Института физкультуры Соломон Аксельрод, под руководством которого и раскрылся талант Шамановой.
13 июня 1926 года Шаманова выиграла забег на 100 м у рекордсменки СССР Валентины Журавлёвой, а 27 июня в поединке с Журавлёвой она дважды превышала рекорд СССР в прыжках в длину, впервые преодолев рубеж 5 м. Через 2 месяца она была включена в сборную СССР для поездки во Францию и Германию по приглашению рабочей спортивной федерации.
В 1926 году закончила техникум физкультуры, получила специальность «преподаватель».
В 1927 году Шаманова стала чемпионкой СССР, установив рекорд СССР в беге на 100 м. На Всесоюзной спартакиаде 1928 года она стала 5-кратной чемпионкой, выиграв бег на 60 м, 100 м, эстафету 4×100 м, прыжки в длину и троеборье (бег на 60 м, толкание ядра, прыжки в высоту).
Шаманова стала первой советской легкоатлеткой, показавшей результаты мирового уровня: её рекорды СССР 1928 года в прыжках в высоту (1,55 м) и в длину (5,51 м) оказались на 5-х местах в списке лучших результатов сезона в мире; рекорд в прыжках в высоту был побит только в 1937 году Галиной Ганекер.
Последний старт Шамановой был на чемпионате СССР 1943 года, где она победила в беге на 100 м, опередив имевшую лучшие показатели в сезоне Евгению Сеченову.
После завершения спортивной карьеры работала с молодежью в спортивных секциях в Сокольниках.

## Спортивные достижения
|       | Бег на 100 м | Бег на 100 м  | Эстафета 4×100 м    | Эстафета 4×100 м           | Прыжки в длину | Прыжки в длину | Прыжки в высоту | Прыжки в высоту | Толкание ядра | Толкание ядра | Метание диска | Метание диска |
| Место | Результат    | Место         | Результат (команда) | Место                      | Результат      | Место          | Результат       | Место           | Результат     | Место         | Результат     |               |
| ----- | ------------ | ------------- | ------------------- | -------------------------- | -------------- | -------------- | --------------- | --------------- | ------------- | ------------- | ------------- | ------------- |
| 1927  | чемпионка    | 12,9 — Р СССР | чемпионка           | 53,0 (сб. Москвы)          | чемпионка      | 5,08 м         |                 |                 | 2-е место     | 8,27 м        | 2-е место     | 24,86 м       |
| 1928  | чемпионка    | 12,6 — Р СССР | чемпионка           | 51,9 (сб. Москвы) — Р СССР | чемпионка      | 5,31 м         |                 |                 |               |               |               |               |
| 1931  | чемпионка    | 13,2          | чемпионка           | 53,2 (сб. Москвы)          | чемпионка      | 5,22 м         | 3-е место       | 1,40 м          | 3-е место     | 9,61 м        |               |               |
| 1934  | чемпионка    | 12,6          |                     |                            | 2-е место      | 5,36 м         |                 |                 |               |               |               |               |
| 1935  | чемпионка    | 12,5          |                     |                            |                |                |                 |                 |               |               |               |               |
| 1936  |              |               | чемпионка           | 49,7 (сб. Москвы)          |                |                |                 |                 |               |               |               |               |
| 1937  |              |               | чемпионка           | 50,2 (сб. Москвы)          | 3-е место      | 5,24 м         |                 |                 |               |               |               |               |
| 1938  | 2-е место    | 12,9          |                     |                            |                |                |                 |                 |               |               |               |               |
| 1939  |              |               |                     |                            |                |                |                 |                 |               |               |               |               |
| 1940  |              |               |                     |                            |                |                |                 |                 |               |               |               |               |
| 1943  | чемпионка    | 12,5          |                     |                            |                |                |                 |                 |               |               |               |               |
| 1. 2. |              |               |                     |                            |                |                |                 |                 |               |               |               |               |

Рекорды СССР
```
бег на 60 м
[
3
]
        7,8            14.08.1934   
Ленинград

                     7,5            29.07.1936   
Москва

бег на 100 м        12,9            28.08.1927   
Москва
, чемпионат СССР
                    12,8            17.08.1928   
Москва

                    12,6            20.08.1928   
Москва
, Всесоюзная спартакиада
                    12,5            24.08.1932   
Ленинград

                    12,4            22.07.1934   
Москва

                    12,3             1.08.1935   
Москва

прыжки в длину       4,76           27.06.1926   
Москва

                     5,26           27.06.1926   
Москва

                     5,515          30.07.1928   
Москва

                     5,61            1.07.1934   
Москва

прыжки в высоту      1,55           15.07.1928   
Москва
```

### Семья
Была замужем, сын Олег.

## Книги
- Вонзблейн Ю. Н., Шаманова М. Г. Лёгкая атлетика для женщин. — М.; Л.: «Физкультура и спорт», 1930. — 132 с. (книга в 1930-е годы переиздавалась несколько раз)

## Награды
- Орден «Знак Почёта» (22.07.1937)

### Спортивные результаты
- Лёгкая атлетика. Справочник / Составитель Р. В. Орлов. — М.: «Физкультура и спорт», 1983. — 392 с.
- Мария Шаманова — статистика на сайте Track and Field Statistics  (англ.)